# 髯毛龙胆
髯毛龙胆（学名：Gentiana cuneibarba）是龙胆科龙胆属的植物，是中国的特有植物。分布于中国大陆的云南、西藏等地，生长于海拔3,150米至4,000米的地区，一般生长在草坡或林下，目前尚未由人工引种栽培。